# 细河 (大凌河)
细河，位于中华人民共和国辽宁省西部的一条河流，是大凌河左岸支流，发源于阜新蒙古族自治县阜新镇北部东骆驼山西北坡平安地村牌楼（营子）附近，蜿蜒向南流至阜新市新邱区转西南流，经过阜新市市区、清河门区、阜新县西南部、义县北部地区，于义县大榆树堡镇梁家塔村鲁家屯以西汇入大凌河。河流全长114千米，流域面积3308.3平方千米。